# Народен фронт (Испания)
Народният фронт (на испански: Frente Popular) във Втората испанска република е предизборна коалиция и съюз, образуван през януари 1936 г. от различни леви политически организации, водени от Мануел Асаня с цел да участват на изборите през същата година. В Каталуния и днешната Валенсианска общност името на коалицията е Front d'Esquerres (на каталунски, което означава Фронт на левицата).
Народният фронт включва Испанската социалистическа работническа партия (PSOE), Комунистическата партия на Испания (PCE) и републиканците: Републиканска левица (IR), (на Асаня) и Републикански съюз (UR) на Диего Мартинес Барио. Този съюз е подкрепен от галисийски и каталунски националисти, социалистическия профсъюз Общ съюз на работниците и анархисткия профсъюз, Национална конфедерация на труда. Много анархисти, които по-късно се бият заедно със силите на Народния фронт по време на Испанската гражданска война, не ги подкрепят на изборите, а вместо това призовават да се въздържат.
През 1935 г. Коминтернът решава, че в отговор на разрастването на фашизма е препоръчително да се създадат народни фронтове, обединяващи комунистически партии с други антифашистки партии, включително социалистически и дори буржоазни такива. В Испания това е коалиция между леви републиканци и работнически организации за защита на социалните реформи на първото правителство (1931–1933) на Втората испанска република и освобождаване на затворниците, политически затворници според фронтовата пропаганда, провеждана след миньорската стачка в Астурия (1934 г.).
Народният фронт побеждава Националния фронт (колекция от десни партии) и печели изборите през 1936 г., сформирайки новото испанско правителство. Мануел Асаня е избран за президент на републиката през май 1936 г., но PSOE не се присъединява към правителството поради опозицията на Франсиско Ларго Кабайеро.
През юли 1936 г. консервативните/монархически генерали подбуждат държавен преврат, който започва Гражданската война в Испания (1936–1939 г.). Правителството разпуска Испанската републиканска армия в лоялните територии и доставя оръжие на групи, организирани от синдикатите и работническите партии, които имат първоначален успех в победата над франкистките сили в Мадрид, Барселона, Билбао и Валенсия. През октомври същата година, испанската републиканска армия е реорганизирана. След продължителна война, Франко побеждава републиканските сили и управлява Испания като диктатура до смъртта си през 1975 г.

## История

### Основание и манифест
Народният фронт е създаден през 1936 г. от коалиция от леви републикански партии. Учредителният манифест на Народния фронт осъжда действията на правителството, ръководено от консерваторите, като изисква освобождаването на политическите затворници, задържани след ноември 1933 г., повторното наемане на държавни служители, които са били отстранени, уволнени или преместени „без надлежен процес или по причини политическо преследване“, то предлага създаване на съдебна система, независима от правителствения контрол, разследване и наказателно преследване на актове на неоправдано насилие от страна на полицията и преразглеждане на Закона за обществения ред, за да се защитят правата на гражданите срещу произволна власт. Манифестът подчертава политическата умереност срещу радикализма.
Манифестът се застъпва за умерена лява икономическа политика, която отхвърля идеята за национализация на земята и вместо това подкрепя предоставянето на държавна икономическа помощ за селското стопанство, нов прогресивен закон за наем и насърчаване на колективни форми на производство. Той подкрепя протекционистични мерки за защита на националната индустрия, насърчава държавни изследвания за подпомагане на националната индустрия, обещава защита на малкия бизнес, голямо развитие на обществените работи и прогресивна данъчна реформа. Манифестът обявява противопоставянето на Народния фронт на класовото общество, заявявайки, че „Републиката, замислена от републиканските партии, не е република, доминирана от социални или икономически класови интереси, а режим на демократична свобода...“, но обещава възстановяването на определени икономически политики на испанското правителство от 1931-1933 г., включително вдигнати заплати за земеделските работници.
Манифестът обещава възстановяване на законодателството, гарантиращо регионална автономия, което е отменено от правителството, ръководено от консерваторите.

### Членове
Членове на коалицията са:
- Испанска социалистическа работническа партия – социализъм
- Комунистическа партия на Испания – комунизъм
- Работническа партия за марксистко обединение – либертариански марксизъм
- Синдикалистка партия – синдикализъм
- Републиканска левица – републиканизъм
- Републикански съюз – републиканизъм

Те са подкрепени и от:
- Републиканска левица на Каталуния – каталунски национализъм
- Галисийска партия – галисийски национализъм
- Общ работнически съюз – социалистически профсъюз
- Национална конфедерация на труда – анархо-синдикалистки профсъюз

### Избори и след тях
На изборите в Испания през 1936 г. Народният фронт печели, а неговия лидер Мануел Асаня, избран за президент на Испания. Народният фронт получава 4 654 116 гласа, а десните 4 503 524 гласа. Избрани са 278 депутати – 99 от социалистите (PSOE), докато десните получават 124 депутати – 88 от които принадлежаха към CEDA. Много от избраните членове на Народния фронт са професионалисти, някои от които от богати среди. Хора с различен политически произход в рамките на Народния фронт са назначени в кабинета на президента Асаня, като Амос Салвадор, архитект и богат земевладелец, и Хосе Алонсо Малол, бивш радикален социалист. След избирането на Народния фронт, той провежда марш на победата в Мадрид с над 250 000 поддръжници, като членовете на социалистическата и комунистическата партия маршируват в униформи. Народният фронт незабавно изпълнява обещанието си в своя манифест за повторно наемане на работници, уволнени по политически причини без надлежен процес, и за възстановяване на загубените възнаграждения въз основа на отделни случаи в размер не по-малко от тридесет и девет дневни заплати.
Асаня отговоря на неотдавнашния скок на насилие, палежи и вандализъм от страна на радикални левичари срещу десни партии и институции на Католическата църква, като осъжда тези действия. Неконтролираното политическо насилие продължава до март, като най-голямото безпокойство има в Гранада, където насилствен акт от страна на десни политически сили провокира обща стачка и масови безредици от левите политически сили там. По-специално, насилието, включващо комунисти и социалисти срещу фалангисти, води до множество убийства. До юли има 269 политически убийства.
Асаня се съгласява с исканията на левите движения за наказание на генерал Едуардо Лопес Очоа, военен лидер на Астурийската кампания от 1934 г. срещу работническите движения там. Испанското републиканско правителство също прави големи промени в испанската армия, прорепубликански или неутрални командири са назначени на множество постове, докато командири със съмнителна лоялност биват преместени на по-ниски или отдалечени позиции: например генерал Франсиско Франко е отстранен като началник-щаб на армията и е преместен на позиция на Канарските острови, а генерал Емилио Мола е понижен от главно командване в Испанско Мароко до позиция на командир на взвод в Памплона.
Правителството не се задържа дълго на власт, главно поради конфликта на идеологически възгледи на много от партиите. Единственият фактор, работещ за правителството е единството за победата над фашизма. След поражението на републиканците в Испанската гражданска война, Народният фронт е разпуснат и Франсиско Франко ръководи диктатура до 1975 г.